# Saint-Laurent-Chabreuges
 Saint-Laurent-Chabreuges  es una población y comuna francesa, situada en la región de Auvernia, departamento de Alto Loira, en el distrito de Brioude y cantón de Brioude-Nord.

## Demografía
| 103 | 104 | 131 | 186 | 271 | 243 |
| Para los censos de 1962 a 1999 la población legal corresponde a la población sin duplicidades (Fuente: INSEE [Consultar]) |     |     |     |     |     |